# Rebelión de los Polkos
La rebelión de los Polkos fue un conflicto bélico ocurrido en México en 1847 contextualizado entre las luchas del centralismo-federalismo de la primera mitad del siglo XIX durante la administración del presidente Valentín Gómez Farías. El levantamiento armado fue en contra de las Leyes del 11 de enero de 1847 y del 4 de febrero de 1847, llamadas de manos muertas y que despojaban al clero de sus propiedades para con esos recursos financiar la defensa frente a la invasión estadounidense. Los rebeldes estaban en contra de Valentín Gómez Farías pero intentaron ganarse la buena voluntad de Antonio López de Santa Anna por la popularidad que este tenía en el ejército. Se lo conoció como rebelión de los polkos según un autor porque muchos oficiales del general De la Peña Barragán bailaban la danza polka, pero el rumor popular es porque eran simpatizantes de las intenciones del entonces presidente de Estados Unidos James K. Polk de apoderarse no solamente del territorio de Texas sino de todo el territorio mexicano. La lucha armada obstaculizó el envío de recursos económicos y militares a Veracruz, cuando las fuerzas estadounidenses entraron en México.

## Rebelión
Cuando Gómez Farías quiso movilizar la Guardia Nacional a Veracruz para que fuera defendida la plaza contra los estadounidenses, los batallones Independencia, Bravos, Victoria, Mina e Hidalgo, caracterizados por estar conformados por médicos, abogados,comerciantes, almacenistas y en general población acomodada a la que podría considerarse como clase aristócrata, se pronunciaron con el fin de cambiar la dirección política para salvaguardar los bienes de la Iglesia, evitando así que entraran en combate. La rebelión fue planeada en las habitaciones del Hotel de la Bella Unión y el 27 de febrero, el general Matías de la Peña Barragán se pronunció contra el gobierno de Gómez Farías, autonombrándose Jefe del Ejército Salvador de la Independencia y la Libertad, condenó en su Plan a los Poderes Legislativo y Ejecutivo; pugnando por la desaparición de Poderes, establecer el sistema federal y a Santa Anna como general en jefe del Ejército Mexicano, un Congreso bicameral y la derogación de las leyes del 11 de enero y 4 de febrero, referentes a la ocupación de los bienes de manos muertas.
La capital entonces quedó convertida en campo de batalla de las líneas de los sublevados y de las fuerzas leales; el Congreso por supuesto dejó de sesionar en esta situación, sin embargo, a pesar de sus posiciones, los polkos no tuvieron el éxito que esperaban, pues poco a poco sus hombres desertaron. Es entonces que los diputados moderados pidieron al general Santa Anna que interviniera en rebelión, ahora ya solo pugnando por la destitución de Gómez Farías y la derogación de las leyes contrarias a la Iglesia.
Santa Anna luego de volver de Angostura, informó a Gómez Farías el 9 de marzo desde San Luis Potosí, que estaba dispuesto a tomar el gobierno para así pacificar de una vez por todas a los sublevados; todo esto a pesar de que inicialmente condenó el levantamiento y ofreció enviar 4,000 hombres de apoyo al vicepresidente Gómez Farías. En la Ciudad de México un nuevo manifiesto cuyo único objetivo era destituir al vicepresidente por considerarlo "anticlerical", este documento fue firmado por Barragán, Jarero, Cortina, Luis Herrera y el coronel del regimiento Hidalgo José Mariano Salas.
Al llegar Santa Anna a México, no entró en la capital. El Congreso envió una comisión que hizo jurar a Santa Anna como presidente, en la Villa de Guadalupe (Ciudad de México), el 23 de marzo. No obstante, para ponerse de nuevo al frente del ejército, Santa Anna dejó la presidencia la cual fue asumida por el general Pedro María Anaya.